# Koninklijke Academie voor Schone Kunsten van Gent
De Koninklijke Academie voor Schone Kunsten van Gent (kortweg: KASK) vormt samen met het Koninklijk Conservatorium Gent de School of Arts van Hogeschool Gent. Het is een van de oudste academies in de Lage Landen. 

## Geschiedenis
In 1748 stichtte Philippe-Carel Marissal een 'vrije particuliere school voor tekenkunst' naar Parijs model. In 1751 krijgt het initiatief erkenning en bescherming van het stedelijk bestuur. Twintig jaar later benoemde keizerin Maria-Theresia van Oostenrijk de academie tot een koninklijke instelling. In de 18e eeuw was de gerenommeerde kunstenaarsfamilie Van Reyschoot grotendeels de referentie voor de academie. 
In de 19e eeuw genoten heel wat later relatief belangrijke kunstenaars hun opleiding aan de 'Gentse Koninklijke'. Na 1945 werd de rij bekende kunstenaars uit de beeldende en audiovisuele kunst verder gezet.
In 1995 werd de (stedelijke) academie opgenomen in de nieuwe Hogeschool Gent, een bundeling van 13 instituten voor hoger onderwijs, met mogelijkheid tot kruisbestuiving. Binnen de hogeschoolgroep werd de academie een middelgroot departement met ongeveer 1000 studenten in de basisopleidingen (studiegebied architectuur, audiovisuele en beeldende kunsten) en een 120-tal cursisten in de aanvullende opleidingen. 

### School of Arts
In september 2011 fuseerde het KASK met Koninklijk Conservatorium Gent tot één School of Arts. Beide instellingen hadden samen ongeveer 2200 studenten verspreid over basisopleidingen beeldende kunsten, audiovisuele kunsten, drama, muziek, interieurvormgeving, landschaps- en tuinarchitectuur en voortgezette opleidingen waaronder de bachelor-na-bachelor landschapsontwikkeling of de postgraduaten Curatorial Studies en Digital Storytelling.

## Aanbod
- Bachelor in de Landschaps- en tuinarchitectuur
- Bachelor in de Interieurvormgeving
- Bachelor in digital design en development (Devine)
- Bachelor en master in de audiovisuele kunsten
  - Animatiefilm
  - Film
- Bachelor en master in het Drama
- Bachelor en master in de muziek
  - Uitvoerende muziek
    - Klassieke muziek
    - Jazz/pop

  - Scheppende muziek
    - Compositie
    - Muziekproductie

  - Instrumentenbouw
  - Muziektheorie/schriftuur (enkel master)
- Bachelor en master in de beeldende kunsten
  - Vrije kunsten
    - Performance
    - Beeldhouwkunst
    - Installatie
    - Mediakunst
    - Schilderkunst
    - Tekenkunst

  - Fotografie
  - Autonome vormgeving
  - Grafisch ontwerp
    - Grafiek
    - Illustratie
    - Grafische vormgeving

  - Textielontwerp
  - Mode
- English master
- International Master in Composition for Screen (InMICS)
- Specifieke lerarenopleiding in de kunsten
- Bachelor na bachelor in de Landschapsontwikkeling
- Master na Master Hedendaagse muziek
- Postgraduaat Soloist Classical Music
- Postgraduaat Musical Performance Practice
- Postgraduaat Digital Storytelling
- European Postgraduate in Arts in Sound (EPAS)
- Postgraduaat Curatorial Studies
- Doctoraat in de kunsten

## Alumni
- Lieve Blancquaert
- Rudi Bogaerts
- Geo Bontinck
- Dirk Braeckman
- Elisabeth Broekaert
- Théodore-Joseph Canneel
- Jan-Frans Cantré
- Jozef Cantré
- Hugo Claus
- Hilde Daem
- Jelle De Beule
- Walter De Buck
- Cesar De Cock
- Jan De Cock
- Thierry De Cordier
- Johan Creten
- Stefanie De Graef
- Carl De Keyzer
- Hélène De Reuse
- Jean Delvin
- Wim Delvoye
- Gerda Dendooven
- Valerius De Saedeleer
- Patrick De Spiegelaere
- Sanne De Wilde
- Lukas Dhont
- Etienne Elias
- Linde Ergo
- Nick Ervinck
- Gaston Eysselinck
- Jonas Geirnaert
- Johan Gelper
- Johan Grimonprez
- Michiel Hendryckx
- Mous Lamrabat[1]
- Marc Maet
- Luk Martens
- Frans Masereel
- George Minne
- Constant Montald
- Constant Permeke
- Max Pinckers
- Tim Polfliet
- Nicolas Provost
- Roger Raveel
- Marc James Roels
- Albert Saverys
- Raoul Servais
- Francine Somers
- Johan Tahon
- Koen Theys
- Philippe Vandenberg
- Frits Van den Berghe
- Oscar Van de Voorde
- Gustave Van de Woestyne
- Leen Van Durme
- Felix Van Groeningen
- Albert Van huffel
- Jan Van Imschoot
- Jan Van Oost
- Octave van Rysselberghe
- Philippe Van Snick
- Geo Verbanck
- Annemie Verbeke
- Jef Wauters
- Roger Wittevrongel

- Virtual International Authority File: 63167863620522740357